# Französische Meisterschaften im Skispringen 2016
Die französischen Meisterschaften im Skispringen 2016 fanden am 26. und 27. März in Courchevel statt und wurden auf der Normalschanze Tremplin du Praz ausgetragen. Die Wettkämpfe waren Teil der französischen nordischen Skimeisterschaften, bei denen neben den Skisprungwettbewerben auch Wettkämpfe im Biathlon, Skilanglauf und der Nordischen Kombination abgehalten wurden. Die Titelkämpfe im Skispringen wurden von Talenten dominiert und brachte daher Ergebnisse hervor, die die mediale Berichterstattung als Überraschungen wertete. So gewann zwar der favorisierte Vincent Descombes Sevoie den Titel bei den Männern, doch folgte ihm der 16-jährige Jonathan Learoyd. Auf dem vierten Rang reihte sich der erst 14 Jahre alte Mathis Contamine ein. Bei den Frauen holte die 15-jährige Lucile Morat ihren ersten Meistertitel, Bronze gewann die 13 Jahre alte Joséphine Pagnier. Beim Teamspringen ging das Team Mont Blanc I aus dem Département Haute-Savoie  (Region Auvergne-Rhône-Alpes) siegreich hervor. Als stellvertretender technischer Delegierter fungierte der ehemalige Skispringer Nicolas Dessum.

## Austragungsort
| \| Courchevel \| |
| Courchevel       |

| Courchevel |

## Programm und Zeitplan
Zeitplan der französischen Skisprung-Meisterschaften 2016:
| Datum         | Uhrzeit | Ereignis        |
| ------------- | ------- | --------------- |
| Sa., 26. März | 18:30   | Teamspringen    |
| Sa., 26. März | 20:30   | Preisverleihung |
| So., 27. März | 09:00   | Einzelspringen  |
| So., 27. März | 16:00   | Preisverleihung |

## Ergebnisse

### Frauen Einzel
Das Einzelspringen der Frauen fand am 27. März in Courchevel statt. Es nahmen acht Athletinnen teil. Meisterin wurde die 15-jährige Lucile Morat, die sowohl im ersten als auch im zweiten Durchgang die größte Weite erzielte und die einzige Athletin war, die über Hillsize gesprungen ist. Der Sprung von 98 Metern stellte dabei ein neuer inoffizieller Schanzenrekord der Frauen dar.
| Platz | Name               | Verein            | Weite 1 | Weite 2 | Punkte |
| ----- | ------------------ | ----------------- | ------- | ------- | ------ |
| 01.   | Lucile Morat       | CS Courchevel     | 92,5 m  | 98,0 m  | 241,6  |
| 02.   | Julia Clair        | SC Xonrupt        | 87,0 m  | 95,0 m  | 235,9  |
| 03.   | Joséphine Pagnier  | RC Chaux-Neuve    | 86,0 m  | 88,5 m  | 216,9  |
| 04.   | Coline Mattel      | CS Courchevel     | 83,5 m  | 89,0 m  | 213,4  |
| 05.   | Romane Dieu        | CS Courchevel     | 82,0 m  | 92,5 m  | 206,5  |
| 06.   | Léa Lemare         | CS Courchevel     | 85,0 m  | 80,0 m  | 194,9  |
| 07.   | Océane Avocat Gros | ASPTT Annemasse   | 69,0 m  | 84,5 m  | 163,5  |
| 08.   | Océane Paillard    | Olympic Mont d’Or | 68,0 m  | 74,0 m  | 136,0  |

### Männer Einzel
Am Einzelspringen der Männer vom 27. März nahmen 53 Athleten teil. Bei schwierigen Windverhältnissen musste mehrfach die Startluke angepasst werden. Französischer Meister wurde Vincent Descombes Sevoie, der im Gesamtweltcup 2015/16 als bester Franzose den 28. Platz belegt hatte. Nach dem ersten Durchgang war Ronan Lamy Chappuis noch mit sechs Punkten Vorsprung in Führung gelegen, doch verlor er mit seinem zweiten Sprung zwei Ränge. In den Wettbewerb war auch die Vergabe des Juniorenmeistertitels integriert. Diesen gewann Jonathan Learoyd vor Mathis Contamine und Paul Brasme.
| Platz | Name                     | Verein          | Weite 1 | Weite 2 | Punkte |
| ----- | ------------------------ | --------------- | ------- | ------- | ------ |
| 01.   | Vincent Descombes Sevoie | CS Chamonix     | 96,0 m  | 95,5 m  | 270,2  |
| 02.   | Jonathan Learoyd         | CS Courchevel   | 93,5 m  | 96,5 m  | 266,0  |
| 03.   | Ronan Lamy Chappuis      | SC Bois d’Amont | 99,0 m  | 89,5 m  | 264,7  |
| 04.   | Mathis Contamine         | CS Courchevel   | 89,5 m  | 95,5 m  | 255,5  |
| 05.   | François Braud           | CS Chamonix     | 98,0 m  | 93,5 m  | 254,4  |
| 06.   | Paul Brasme              | US Ventron      | 87,0 m  | 97,5 m  | 249,5  |
| 07.   | Arthur Royer             | CS Courchevel   | 91,5 m  | 90,0 m  | 240,8  |
| 08.   | Maxime Laheurte          | Gérardmer SN    | 93,0 m  | 87,5 m  | 237,3  |
| 09.   | Luc Claret Tournier      | CS Chamonix     | 86,5 m  | 93,5 m  | 236,8  |
| 10.   | Laurent Muhlethaler      | Prémanon SC     | 93,5 m  | 89,0 m  | 235,9  |
| 10.   | Antoine Gérard           | US Ventron      | 86,5 m  | 96,0 m  | 235,9  |

### Team
Das Teamspringen fand zum Beginn der Meisterschaften am 26. März statt. Es waren 16 Teams am Start, wobei es zwei Teams mit Schweizer und italienischen Sporttreibenden gab. Es traten überwiegend reine Männer-Teams an, jedoch nahmen vereinzelt auch gemischte Teams am Wettkampf teil. Mit einem großen Vorsprung gewann das Team Mont Blanc I. Es gab keine Sprünge über Hillsize, der weiteste Satz war der zweite Sprung von Vincent Descombes Sevoie auf 95,5 Meter.
| Platz | Team          | Namen                                                                                  | Punkte                  | Gesamt |
| ----- | ------------- | -------------------------------------------------------------------------------------- | ----------------------- | ------ |
| 01.   | Mont Blanc I  | Noëlig Revilliod Blanchard Thomas Roch Dupland François Braud Vincent Descombes Sevoie | 213,5 217,5 224,5 246,0 | 901,5  |
| 02.   | Savoie I      | Tim Bernoud Jonathan Learoyd Arthur Royer Mathis Contamine                             | 221,0 232,0 204,5 219,0 | 876,5  |
| 03.   | Jura I        | Laurent Muhlethaler Tom Balland Edgar Vallet Ronan Lamy Chappuis                       | 219,0 209,5 183,0 222,5 | 834,0  |
| 04.   | Vosges I      | Maxime Laheurte Lilian Vaxelaire Antoine Gérard Paul Brasme                            | 211,0 190,0 203,0 224,5 | 828,5  |
| 05.   | Mont Blanc II | Geoffrey Lafarge Michael Tan-Bouquet Brice Ottonello Luc Claret Tournier               | 199,5 170,0 188,5 172,5 | 730,5  |
| 06.   | Savoie II     | Alessandro Batby Léa Lemare Lucile Morat Jack White                                    | 181,0 147,0 190,0 176,5 | 694,5  |